# Championnat de Croatie de baseball
Le championnat de Croatie de baseball se tient depuis 1992. Il réunit l'élite des clubs croates sous l'égide de la Fédération croate. Le premier champion fut le BK Nada SSM Split et le tenant du titre est le BK Nada SSM Split.
Le champion prend part à l'European Cup Qualifier, phase qualificative pour la Coupe d'Europe de baseball.

## Clubs de la saison 2010-2011
La saison débute en septembre 2010 et reprend en mars 2011 pour une finale programmée en juillet.
- BK Nada SSM Split
- BK Zagreb
- Kaptol Zagreb
- Medvednica Zagreb
- Grabrik Karlovac
- Vindija Varazdin
- Donat Zadar
- Sisak Storks
- Olimpija Karlovac

## Palmarès
| - 1992 : BK Nada SSM Split - 1993 : Zagreb - 1994 : Olimpija Karlovac - 1995 : Olimpija Karlovac - 1996 : Zagreb - 1997 : Olimpija Karlovac - 1998 : Olimpija Karlovac - 1999 : Olimpija Karlovac - 2000 : Olimpija Karlovac - 2001 : Hask Zagreb |  | - 2002 : Kelteks Karlovac - 2003 : Kelteks Karlovac - 2004 : BK Nada SSM Split - 2005 : BK Nada SSM Split - 2006 : Kelteks Karlovac - 2007 : Kelteks Karlovac - 2008 : BC Zagreb - 2009 : Olimpija Karlovac - 2010 : BK Nada SSM Split |